# Acrocephalus gracilirostris
El carricero picofino (Acrocephalus gracilirostris)
es una especie de ave paseriforme de la familia Acrocephalidae propia del África subsahariana.  

## Descripción

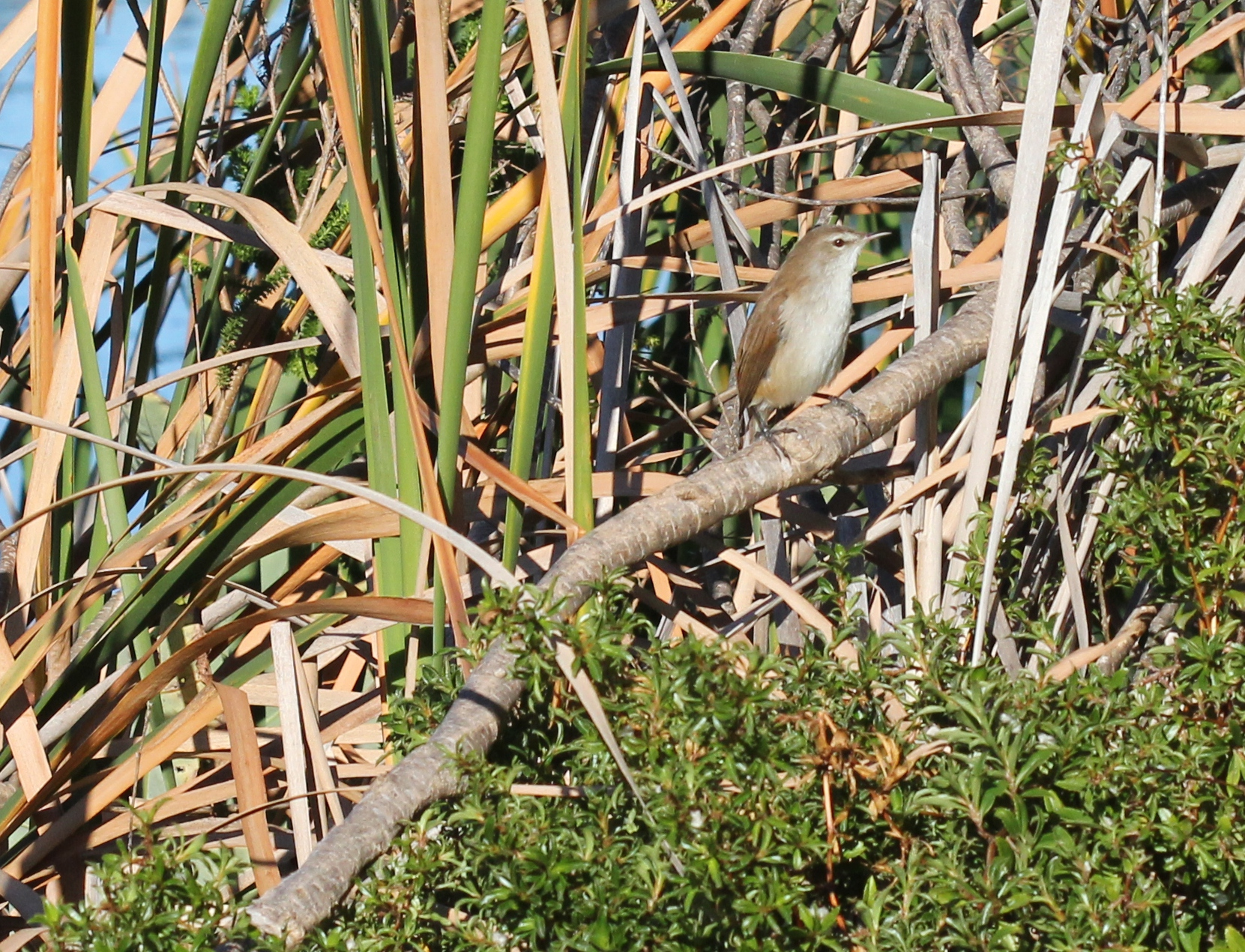
Ejemplar entre las cañas.

El carricero picofino es un pájaro pequeño de colores uniformes, que mide 14–16 cm de largo y pesa unos 20 gm. Sus partes superiores son color castaño y tiene una lista superciliar clara. Sus partes inferiores son blanquecinas con tonos rojizos en los flancos. Su pico es largo y tiene la mandíbula superior ligeramente curvada, de color negruzco con la base amarillenta. Sus patas son gris azuladas y sus ojos castaños. Los adultos de ambos sexos y los juveniles tienen una apariencia muy similar.

## Distribución y hábitat
Se extiende desde la República Democrática del Congo, hasta Chad y Etiopía por el este y Sudáfrica por el sur. Su hábitat natural son los juncales en aguas permanentes.

## Comportamiento
El carricero picofino construye un nido en forma de cuenco profundo hecho con tiras de hojas de carrizos, hierbas y juncos, con el interior forrado de hierba más fina. Anida principalmente entre agosto y diciembre, siendo los primeros anidamientos tras las lluvias de invierno en las zonas occidentales de la Provincia del Cabo. Suelen poner dos o tres huevos de color pardo. Es una especie monógama que se empareja de por vida.
El carricero picofino generalmente se observa solo o en pareja, desplazándose a través de los carrizales, y trepando por sus tallos. Se alimenta de insectos y otros pequeños invertebrados.

## Conservación
Es una especie común en su área de distribución, con un área aproximada de unos 5.700.000 km². Su población es grande, y no se acerca a los umbrales de declive que establece la UICN para estar amenazado, por lo que se clasifica como especie bajo preocupación menor.